# Gerontha hyalina
Gerontha hyalina är en fjärilsart som beskrevs av Sigeru Moriuti 1989. Gerontha hyalina ingår i släktet Gerontha och familjen äkta malar.
Artens utbredningsområde är Sabah. Inga underarter finns listade i Catalogue of Life.